# Joseph Vermot
Joseph Vermot (* 1828; † 1893 in Paris, Frankreich) war ein französischer Autor und Herausgeber.
Mit der Veröffentlichung der ersten Ausgabe des Almanach Vermot am 1. Januar 1886 wurde dieser zu einer „Französischen Institution“, die auch heute noch einen legendären Ruf innehat. Selbst Raymond Queneau ließ sich 1959 für seinen bekannten Roman Zazie dans le métro von den Sprach- und Wortspielen des Almanachs inspirieren.
Nach dem Tode des Gründers Joseph Vermot im Jahre 1893 führte sein Sohn Maurice, ein Offizier der französischen Ehrenlegion, diesen sehr erfolgreich weiter. Die Auflage des Almanachs belief sich zum Zeitpunkt seines Todes im Jahre 1937 auf 800 000 Exemplare.
Unzählige Illustratoren haben im Almanach Vermot veröffentlicht und wurden durch ihn bekannt, von Bello über Claude Ferran und Faro bis hin zum Kinderbuchautor Yak Rivais.
Joseph Vermots und sein Sohn Maurice (1862–1937) fanden ihre letzte Ruhestätte in einem gemeinsamen Grab auf dem Pariser Friedhof Montparnasse.

## Werke
- Joseph Vermot: Le Grand almanach national pour 1876. P. Dupont, Paris 1875 (französisch).